# Moses Schönfinkel

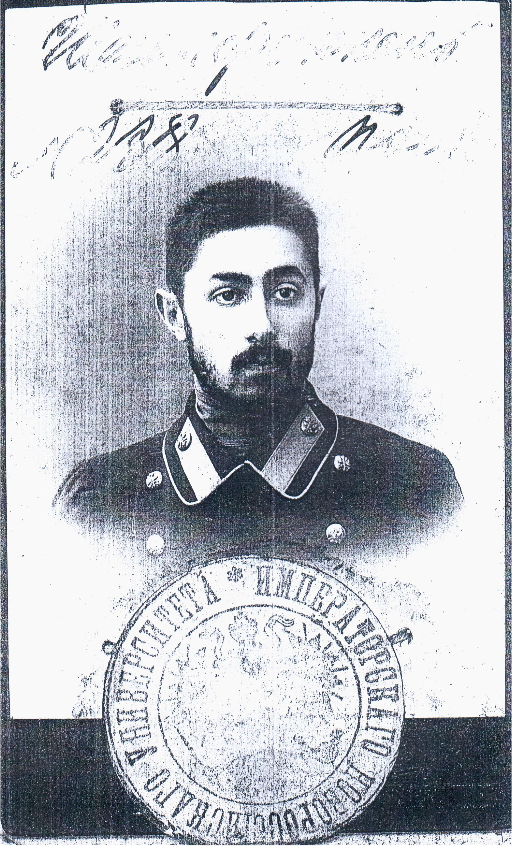
Moses Schönfinkel als Student um 1910

Moses Isajewitsch Schönfinkel (russisch Моисей Исаевич Шейнфинкель, wiss. Transliteration Moisej Isaevič Šejnfinkel'; * 17.jul. / 29. September 1888greg. in Jekaterinoslaw; † 1942 in Moskau) war ein ukrainischer/sowjetischer Logiker.
Er studierte Mathematik an der Neurussischen Universität in Odessa und beschäftigte sich dort, zusammen mit Samuil Schatunowski, mit Problemen der Geometrie und den Grundlagen der Mathematik. 1914 ging er an die Universität von Göttingen, wo er bis 1924 blieb und unter anderem mit David Hilbert zusammenarbeitete. Anschließend ging er in die Sowjetunion. Er starb 1942 in Moskau. Die Umstände und das genaue Datum seines Todes sind unbekannt.
Schönfinkel entwarf die kombinatorische Logik und beeinflusste dadurch Haskell Curry. Die Ergebnisse seiner Arbeit veröffentlichte er 1924 unter dem Titel Über die Bausteine der mathematischen Logik, herausgegeben von Heinrich Behmann. Dieser Artikel beschreibt das, was heute als Currying (nach Curry) bezeichnet wird. Schönfinkel selbst entwickelte seine Arbeit an der kombinatorischen Logik später nicht weiter.
Zusammen mit Paul Bernays beschrieb er 1927 das Entscheidungsproblem der mathematischen Logik.

## Veröffentlichungen
- Über die Bausteine der mathematischen Logik. In: Mathematische Annalen. 92 (1924), S. 305–316. (Digitalisat)
- mit Paul Bernays: Zum Entscheidungsproblem der mathematischen Logik. In: Mathematische Annalen. 99 (1928), S. 342–372. (Digitalisat)